# دفاع در حشرات
حشرات دارای طیف گسترده‌ای از شکارچیان هستند که این شکارچیان شامل پرندگان، خزندگان، دوزیستان، پستانداران، گیاهان گوشتخوار، و دیگر بندپایان می‌شوند. بیشتر حشرات (۸۰٪-۹۹.۹٪) بدون این که به سن باروری برسند می‌میرند و حدود ۵۰٪ این مرگ و میر به شکار نسبت داده‌می‌شود. و در این جنگ‌ها که برای حشرات اتفاق افتاده آن‌ها در محدوده‌ی وسیعی از مکانیزم‌های دفاعی تکامل یافتند.

## پنهان کردن

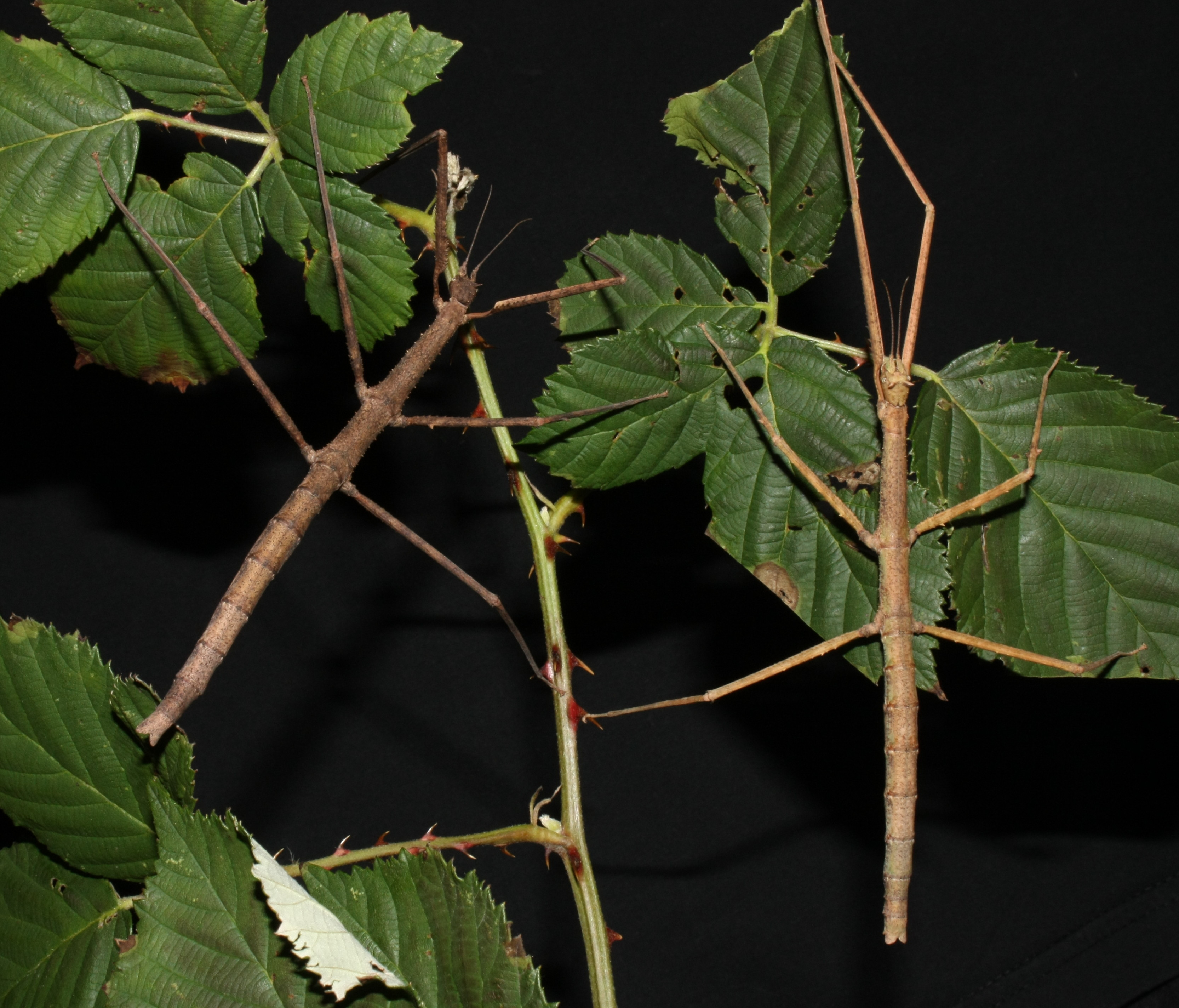
استتار یک حشره

در برخی از پروانه‌ها مقدار کمی از جمعیت آن‌ها دارای تکامل ریخت شناسی شدند. این انطباق باعث می‌شود به‌طور مؤثر خودشان در محیط اطراف برای این که شبیه آن هستند پنهان کنند.

## تقلید
همان طور که در دو عکس زیر می‌بینید، یک روش منحصر به فرد در دفاع است و هنگامی که شباهت گونه‌ها به یک دیگر باعث می‌شوند از دشمنانشان مشخص شوند توصیف می‌شود، این به حشرات در برابر شکارچیان امنیت می‌دهد.

## پاسخ‌های رفتاری
پاسخ‌های رفتاری برای فرار کردن شکار است که داخل پناهگاه قرار می‌گیرد و در محدوده‌ای از روز فعال می‌ماند.

## دفاع مکانیکی
حشرات در طی میلیون‌ها سال در تنوع دفاع مکانیکی دارای تکامل شدند، شاید مهم‌ترین آن پوست و پوشش آن‌ها باشد و پوشش و پوست اولبن دفاع است. برخی از حشرات ظاهر خود را طوری درست می‌کنند که شکارچی آن‌ها را نخورد

## خودبری
خودبری یا ریختن زائده، برای گیج کردن شکارچی به کار می‌رود و به شکار شانس فرار کردن می‌دهد.

## دفاع شیمیایی
بر خلاف فرموین ها، آلامون‌ها به دریافت کننده خودشان صدمه می‌زنند و بسیاری از حشرات دارای انبار شیمیایی هستند. حشرات معمولاً حضور خود را با این تسلیحات شیمیایی در میان آپوزمتیسم شناخته شده می‌کنند.